# Стивенс, Стелла
Стелла Стивенс (англ. Stella Stevens, наст. имя Эстель Каро Эглстон; 1 октября 1938, Язу-Сити, Миссисипи — 17 февраля 2023[…], Лос-Анджелес, Калифорния) — американская актриса, которая добилась наибольшего успеха в шестидесятых годах благодаря образу пин-ап гёрл на экранах.

## Ранние годы
Стелла Стивенс родилась под именем Эстель Каро Эглстон в Язу-Сити, штат Миссисипи и была единственным ребёнком в семье. Когда ей было шестнадцать лет, она вышла замуж за Германа Стивенса и 10 июня 1955 родила от него ребёнка, названного Эндрю Стивенсом, который позже стал продюсером и режиссёром. Они развелись после трёх лет брака.

## Карьера
В конце 1950-х годов Стивенс подписала контракт со студией 20th Century Fox, однако спустя полгода расторгла его ради соглашения с Paramount Pictures (1959—1963), а позже с Columbia Pictures (1964—1968). Её первым крупным успехом стал мюзикл 1959 года «Крошка Абнер», за роль в котором она получила премию «Золотой глобус».
Стивенс добилась славы благодаря появлению на обложках десятков различных журналов, начиная с Playboy в 1960 году, благодаря чему позже была названа этим журналом одной из ста самых сексуальных звёзд кино двадцатого века, заняв в рейтинге двадцать седьмое место.
На протяжении шестидесятых и семидесятых годов Стивенс регулярно снималась в кино, появляясь в нескольких десятков фильмов, наиболее успешными из которых стали «Девушки! Девушки! Девушки!» с Элвисом Пресли, «Сумасшедший профессор» с Джерри Льюисом, «Ухаживание отца Эдди» Винсента Миннелли с Гленном Фордом, «Глушители» с Дином Мартином, «Баллада о Кэйбле Хоге» с Джейсоном Робардсом и Приключение «Посейдона».
Начиная с конца восьмидесятых карьера Стивенс пошла на спад, и она в основном снималась в малоуспешных и низкобюджетных фильмах, таких как «Никелодеон», «Маниту», «Женщины за решёткой», «Чудовище в шкафу», «Молли и Джина», «Проклятые» и т. д., а также появлялась на телевидении. Её единственным успехом в тот период стал сериал «Фламинго-роуд». После она в основном снималась в телефильмах, а также в дневных мыльных операх, таких как «Санта-Барбара» и «Главный госпиталь».

## Личная жизнь
Когда в конце семидесятых Стивенс на несколько лет ушла с экранов, она переехала в небольшой городок Твисп в штате Вашингтон и открыла художественную галерею.
Стелла Стивенс умерла от болезни Альцгеймера в Лос-Анджелесе, штат Калифорния, 17 февраля 2023 года в возрасте 84 лет.

## Избранная фильмография
| Год       |    | Русское название                                    | Оригинальное название                     | Роль                      |
| --------- | -- | --------------------------------------------------- | ----------------------------------------- | ------------------------- |
| 1959      | ф  | Театр «Дженерал Электрик»                           | General Electric Theater                  | Лаура                     |
| 1959      | ф  | Альфред Хичкок представляет                         | Alfred Hitchcock Presents                 | Джуди                     |
| 1959      | ф  | Крошка Абнер                                        | Li'l Abner                                | Аппасионата Фон Климакс   |
| 1959      | ф  | Скажи лишь одно для меня                            | Say One for Me                            | хористка                  |
| 1961      | ф  | Слишком поздний блюз                                | Too Late Blues                            | Джесс Полански            |
| 1962      | ф  | Девушки! Девушки! Девушки!                          | Girls! Girls! Girls!                      | Робин Гантнер             |
| 1963      | ф  | Ухаживание отца Эдди                                | The Courtship of Eddie's Father           | Долли Дэйли               |
| 1963      | ф  | Чокнутый профессор                                  | The Nutty Professor                       | Стелла Парди              |
| 1968      | ф  | Как спасти брак (И разрушить свою жизнь)            | How to Save a Marriage and Ruin Your Life | Кэрол Корман              |
| 1968      | ф  | Там, где ангелы появляются, неприятности начинаются | Where Angels Go Trouble Follows!          | сестра Джордж             |
| 1970      | ф  | Баллада о Кэйбле Хоге                               | The Ballad of Cable Hogue                 | Хильди                    |
| 1972      | ф  | Приключение «Посейдона»                             | The Poseidon Adventure                    | Линда Рого                |
| 1973      | тф | Линда                                               | Linda                                     | Линда Рестон              |
| 1973      | ф  | Полицейская история                                 | Police Story                              | Маргарет                  |
| 1975      | ф  | Чудо-женщина                                        | Wonder Woman                              | Марша, нацистская шпионка |
| 1978      | ф  | Маниту                                              | The Manitou                               | Амелия Крузо              |
| 1980      | ф  | Частный детектив Магнум                             | Magnum, P.I.                              | Лоретта                   |
| 1981      | ф  | Фламинго-роуд                                       | Flamingo Road                             | Лютня-Мэй Сандерс         |
| 1983      | ф  | Женщины за решёткой                                 | Chained Heat                              | капитан Тейлор            |
| 1984      | ф  | Ночной суд                                          | Night Court                               | Ирен Данбаро              |
| 1984      | ф  | Она написала убийство                               | Murder, She Wrote                         | Салли Мэйтин              |
| 1985      | ф  | Альфред Хичкок представляет                         | Alfred Hitchcock Presents                 | Джорджия Брукс            |
| 1986      | ф  | Монстр из шкафа                                     | Monster in the Closet                     | Марго                     |
| 1988      | ф  | Человек против толпы                                | Man Against the Mob                       | Джои Дэй                  |
| 1989      | ф  | Матушка                                             | Mom                                       | Беверли Хиллс             |
| 1990      | ф  | Просочившиеся в канализацию                         | Down the Drain                            | София                     |
| 1987—1991 | с  | Тайны отца Даулинга                                 | Father Dowling Mysteries                  | Кэтрин                    |
| 1989—1990 | с  | Санта-Барбара                                       | Santa Barbara                             | Филлис Блейк              |
| 1990—1996 | с  | Как в кино                                          | Dream On                                  | Лейла Мёрфи               |
| 1991      | ф  | Комиссар полиции                                    | The Commish                               | Донна ДеВрис              |
| 1991      | ф  | Шелковые сети                                       | Silk Stalkings                            | Миссис Мортон             |
| 1992—1998 | с  | Горец                                               | Highlander                                | Маргарет Лэнг             |
| 1994      | ф  | Недозволенные сны                                   | Illicit Dreams                            | Сицилия                   |
| 1994—1995 | с  | Правосудие Берка                                    | Burke's Law                               |                           |
| 1995      | ф  | Бабуля                                              | The Granny                                | бабуля                    |
| 1995      | ф  | Беглецы компьютерных сетей                          | Virtual Combat                            | Мэри                      |
| 1996—1999 | с  | Главный госпиталь                                   | General Hospital                          | Джейк                     |
| 1996—2001 | с  | Детектив Нэш Бриджес                                | Nash Bridges                              | Сьюзи Дюпре               |
| 1997      | ф  | Придурки из Хаззарда: Воссоединение                 | The Dukes of Hazzard: Reunion!            | Жозефина 'Мама Джо' Макс  |
| 1998      | с  | Вайпер                                              | Viper                                     | Лоррейн                   |
| 2000      | ф  | Ядерный рассвет                                     | By Dawn's Early Light                     | Элли                      |
| 2004      | ф  | Проклятые                                           | Blessed                                   | Бесси                     |
| 2005      | ф  | Стеклянный муравейник                               | Glass Trap                                | Джоан Хигсмит             |
| 2005      | ф  | Поп-звезда                                          | Popstar                                   | Генриэтта                 |
| 2006—2008 | с  | Двадцать славных лет                                | Twenty Good Years                         | Марта                     |
| 2009      | ф  | Мегаконда                                           | Megaconda                                 | Мэри Джейн                |
| 2010      | ф  | Данте Инферно: Отказаться от надежд                 | Dante's Inferno: Abandon All Hope         | спикер                    |